# Ludwik Zybala
Ludwik Zybala (20 lipca 1898 w Pogorzeli, zm. 24 stycznia 1991 w Międzychodzie) – żołnierz armii niemieckiej, Armii Polskiej we Francji, podoficer Wojska Polskiego w II Rzeczypospolitej, kawaler Orderu Virtuti Militari.

## Życiorys
Urodził się w rodzinie Jana i Marii z Kaczmarków. 
W 1916 został wcielony do armii niemieckiej i w jej szeregach walczył na froncie zachodnim I wojny światowej.
W 1917 zdezerterował i przeszedł linię frontu. W listopadzie 1918 ochotniczo wstąpił do Armii Polskiej gen. Józefa Hallera. Wiosną 1919, jako żołnierz 20 pułku strzelców polskich powrócił do kraju.
W składzie 144 pułku piechoty Strzelców Kresowych walczył w wojnie polsko-bolszewickiej.
W sierpniu 1920 nad Wkrą, porwał swój pluton do ataku na bagnety i przyczynił się do rozbicia brygady piechoty bolszewickiej.
Za bohaterstwo w walce odznaczony został Krzyżem Srebrnym Orderu Virtuti Militari.
Po zakończeniu działań wojennych zdemobilizowany. Początkowo wyemigrował do Francji i tam pracował jako górnik. W 1934 powrócił do Polski i zatrudnił się w rodzinnej Pogorzeli jako kolejarz.
W okresie okupacji pracował w Pniewach, a po wyzwoleniu w Szamotułach. W 1962 przeszedł na emeryturę
W 1970 przeprowadził się do Międzychodu. Tam zmarł i pochowany został na miejscowym cmentarzu.
Żonaty z Franciszką z Kulińskich; syn Stefan, córka Barbara.

## Ordery i odznaczenia
- Krzyż Srebrny Orderu Virtuti Militari (nr 1569)
- Krzyż Walecznych[3]